# Polydesmus varians
Polydesmus varians är en mångfotingart som beskrevs av Pius Strasser 1976. Polydesmus varians ingår i släktet Polydesmus och familjen plattdubbelfotingar. Utöver nominatformen finns också underarten P. v. pugionifer.